# Архитектурная фотография

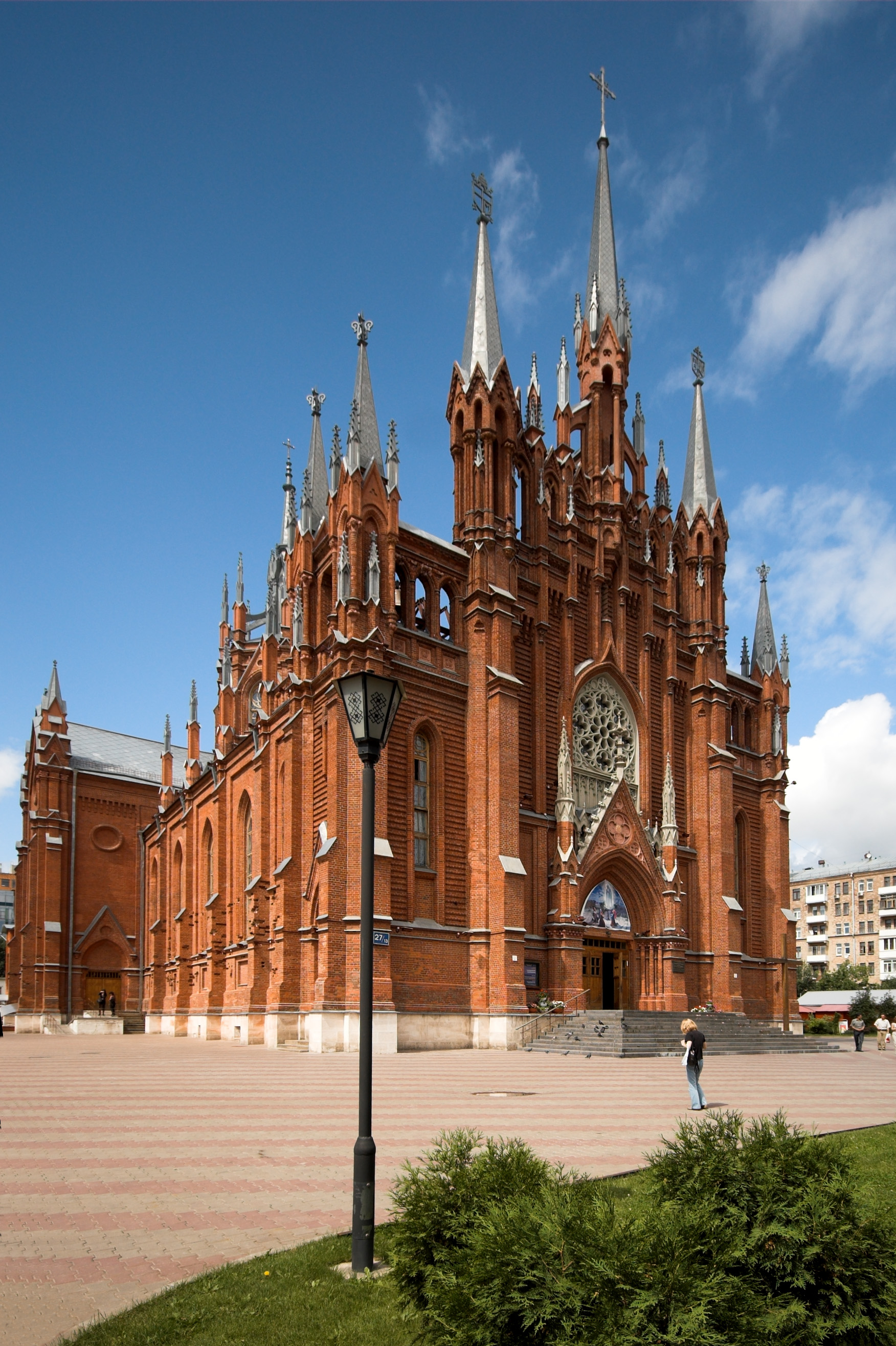
Костёл в Москве на ул. Малая Грузинская, д.27/13

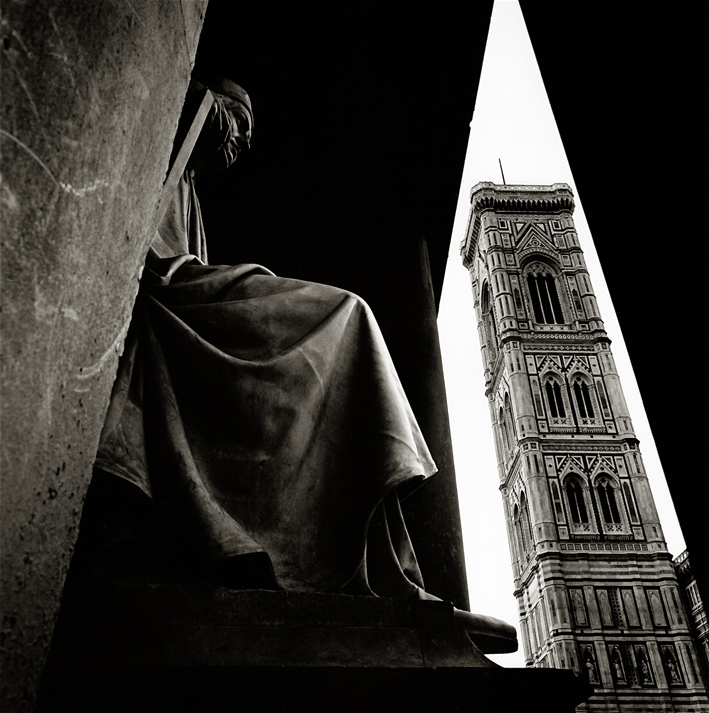
Флоренция — Де Лука, Аугусто, 1998.

Архитектурная фотография, архитектурная фотосъёмка — жанр фотографии, ориентированный на фотосъёмку архитектурных сооружений (зданий и их комплексов, мостов и т. п.). Как правило, ставит целью получение формального снимка, создающее необходимое представление о внешнем виде снимаемого объекта или его деталей.

## Общая характеристика
Полагают, что основное назначение архитектурной фотографии заключается в точном воспроизведении архитектуры здания, отделки, скульптур и элементов декора.
Оценка задач архитектурной фотографии расходится. Одни эксперты полагают, что архитектурная фотография преследует чисто формальные задачи. Такие исследователи и мастера рассматривают фотографию как технический инструмент, задача которого — выполнять техническую фотофиксацию зданий и сооружений.
Другая группа исследователей оценивает архитектурную фотографию как способ художественного воспроизведения объекта. Изображение архитектуры как художественного объекта связано с представлением фотографической концепции, пространства, внерациональными принципами съемки, композиционными построениями и т. д. Мастера архитектурной фотографии ориентированы на выбор точки съёмки, ракурса, характера освещения. Некоторые исследователи понимают архитектуру как материал, который изначально формируют художественную основу фотографии.

## История
Архитектурная фотография — один из наиболее ранних видов фотографии. В момент своего возникновения фотография требовала долгой выдержки (до нескольких часов). Архитектура предоставляла стабильный неподвижный объект, который позволял проводить съемку только при долгой экспозиции. Полагают, что к жанру архитектурной фотографии следует отнести первую фотографию Нисефора Ньепса — «Вид из окна в Ле Гра» (1827). К формату архитектурной фотографии относят «Вид бульвара дю Тампль» Луи Дагера и некоторые снимки «Карандаша природы» Уильяма Генри Фокса Тэлбота.
Фотография архитектуры была основой проекта «Гелиографической миссии» (1850-е годы), реализованного при поддержке Проспера Мериме и при участии таких фотографов как Эдуард Бальдю, Ипполит Баярд, Гюстав Ле Грей, Анри Ле Сек и Огюст Местраль. Архитектурные фотографии «Гелиографической миссии» считаются одним из наиболее специфических проектов в истории фотографии. Город и архитектура были ключевой темой в работах таких мастеров как Шарль Марвиль и Эжен Атже. Они представили город как систему повторяющихся элементов и фрагментов.
Одним из важных компонентов ранней архитектурной фотографии являются не только здания, но и окружающее его пространство, которое в архитектурной фотографии приобрело символический смысл. Архитектура была ключевой темой в фотографиях Эдварда Руши. Основной темой его снимков можно считать повторяемость объектов.
Фотография стала инструментом индустриальной археологии в фотографиях Бернда и Хилла Бехер. Они изображали архитектуру как концептуальный объект. Архитектура оказалась важным сюжетом в работах мастеров Дюссельдорфской школы фотографии. В работах Андреаса Гурски, Кандиды Хефер, Томаса Руффа, Томаса Штрута, Эльгера Эссера, Лоренца Бергеса, Йорга Сассе и Акселя Хютте архитектура была представлена не только как концептуальный объект, но и как социальное пространство.

## Выбор точки съёмки
При архитектурной съёмке наибольшее значение имеет выбор точки съёмки по высоте, отдалённости и углу съёмки. Именно это определяет общую композицию кадра, перспективу, соотношение планов.
В городских условиях, при отсутствии достаточного пространства, выбор ракурса значительно облегчается применением широкоугольного или сверхширокоугольного объектива.

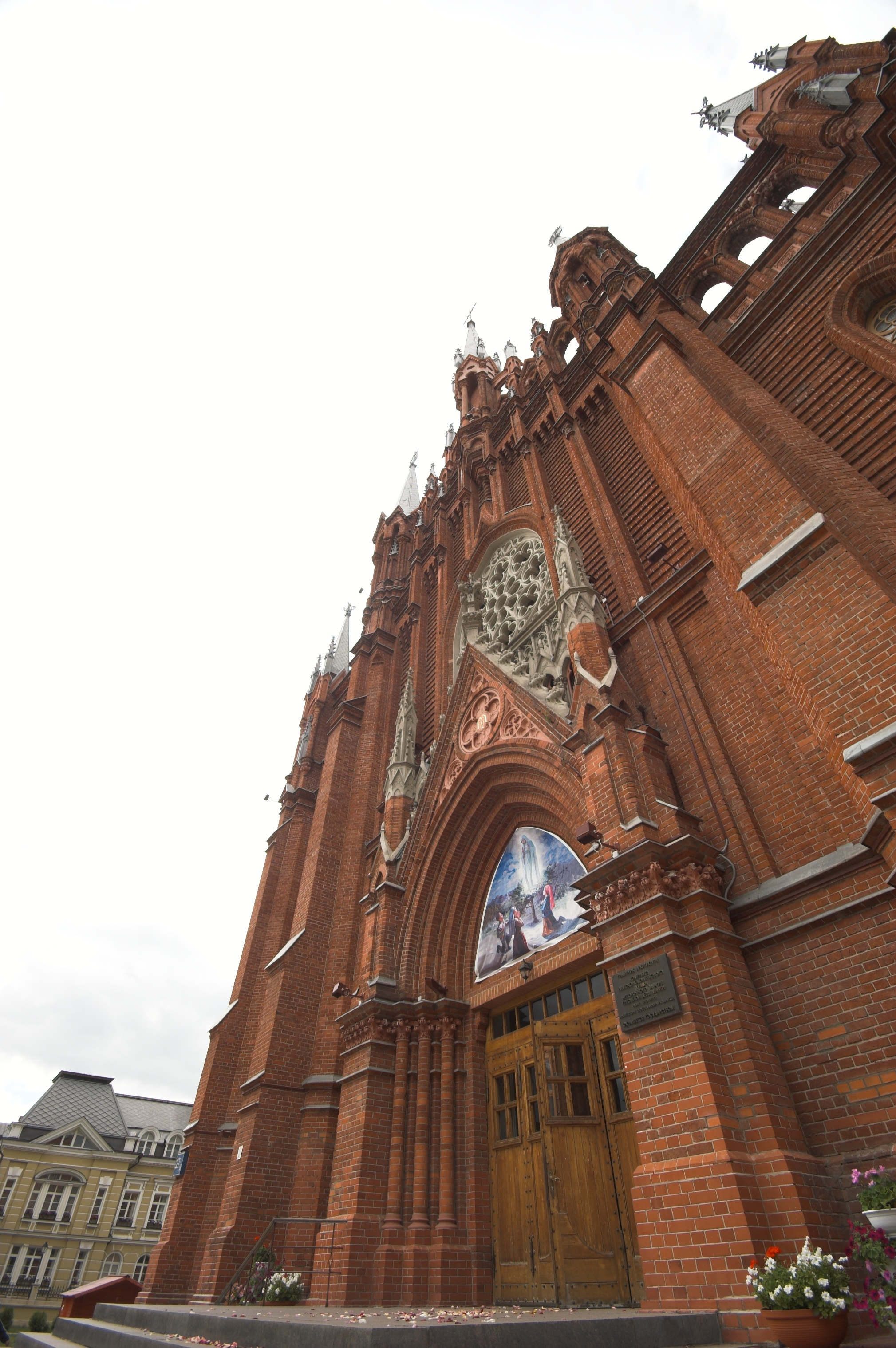
Утрированное изображение здания при наклонённом фотоаппарате

Принципиальное значение для архитектурной съёмки имеет вертикальность и прямолинейность вертикальных и прямых линий. Для этого оптическая ось объектива должна быть горизонтальна, а плоскость фотоматериала или матрицы должна быть вертикальна и ни в коем случае не наклонена.
Перспективные искажения большинства объективов вынуждают фотографа выбирать более удалённую, и по возможности, более высокую точку съёмки. Радикальным решением, улучшающим условия выбора точки съёмки по высоте, являются подвижки фотоаппарата при условии съёмки карданной камерой или применение шифт-объектива в фотоаппаратах жёсткой конструкции. Это позволяет, сохраняя ось объектива горизонтальной и, следовательно, сохраняя вертикальность и параллельность линий, смещать направление съёмки вверх, вниз или в стороны, располагая камеру в более удобных точках. Фотоаппараты прямого визирования, особенно карданные, имеют для этой цели подвижки кассетной и объективной частей, которые могут наклоняться и перемещаться в некоторых пределах по направлениям, перпендикулярным оптической оси системы.
В отдельных случаях для архитектурной съёмки применяют стеноп, как идеальный ортоскопический объектив. Одновременно это позволяет избавиться от изображения в кадре людей, машин, прочих движущихся объектов.
Для исправления перспективный искажений могут использоваться программы обработки цифровых изображений. (подробнее…)

## Особенности освещения
При архитектурной съёмке, как и в любом другом жанре фотографии, существенное значение имеет освещение. Однако, в отличие от многих других ситуаций, добиться нужного направления и характера освещённости можно только ожиданием подходящего времени суток, времени года и погоды.
Например, боковой солнечный свет лучше выявляет фактуру поверхности и рельеф декоративных элементов здания. Светотень при сплошной облачности практически отсутствует, поэтому съёмка в пасмурный день не всегда может правильно передать форму и фактуру объекта. Однако в случае документальной, научной съемки здания пасмурное освещение уравнивает детали между собой и позволяет цельнее и объективнее передать замысел архитектора и общую композицию экстерьера здания. Кроме того типичный для пасмурной погоды рассеянный свет позволяет избежать такие часто встречающиеся помехи, как котражур, провалы деталей в светах и тенях, а также появление в кадре нежелательных теней окружения объекта — деревьев, соседних домов, столбов и т. д., которые, особенно в случае наложения непосредственно на фасад объекта, создают ненужный композиционный хаос, смешиваясь с деталями и их собственными тенями.
Малоконтрастное освещение не позволяет передать форму, высокий контраст снимаемого объекта, что приводит к потерям деталей в светах или в тенях. Именно поэтому, при архитектурной съёмке имеет наибольшее применение технологии увеличения динамического диапазона фотографического процесса.
В то же время, благодаря неподвижности объекта съёмки, использование штатива и эксповилки позволяет решить задачу передачи всего диапазона яркостей, а также получить методом многократной экспозиции сочетания ночного и дневного пейзажей в одном кадре.
При архитектурной съёмке следует учитывать разницу в спектральном составе освещения, приходящего с различных сторон. Так, ясный солнечный день создаёт богатую гамму жёлто-синих переходов в освещаемой поверхности в зависимости от её направления и падения на неё различных теней.
В чёрно-белой архитектурной фотосъёмке обычно применяют цветные светофильтры. Так, при съёмке здания с белым и жёлтым рисунком применяют синий светофильтр, подчёркивающий контраст рисунка.

## Интерьерная фотография
К разновидностям архитектурной фотографии часто относят интерьерную фотографию.

## Полезные ссылки
Как фотографировать архитектуру Статья о перспективных искажениях и борьбе с ними